# Telamona calva
Telamona calva är en insektsart som beskrevs av Ball. Telamona calva ingår i släktet Telamona och familjen hornstritar. Inga underarter finns listade i Catalogue of Life.